# André François-Poncet

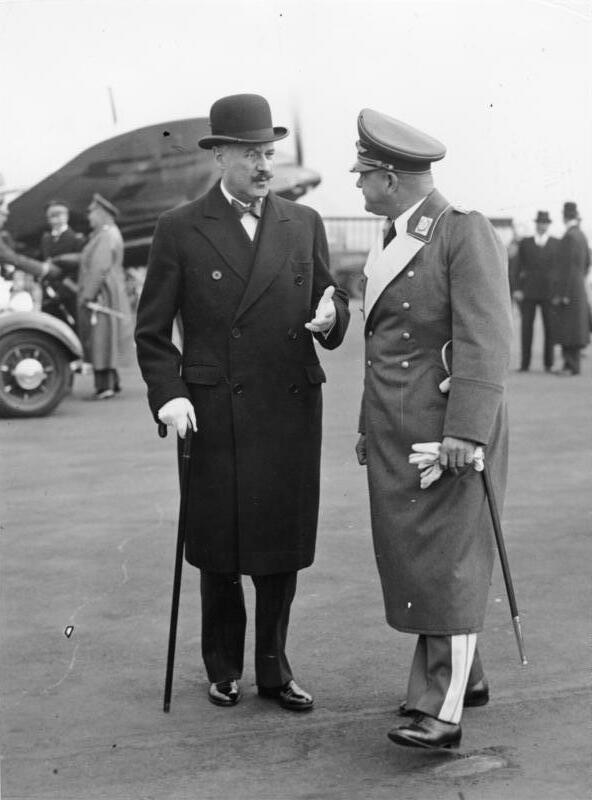
André François-Poncet con Erhard Milch

André François-Poncet (Provins, Seine-et-Marne, 13 de junio de 1887 - París, 8 de enero de 1978) fue un político y diplomático francés cuyo cargo de embajador en Alemania le permitió ser testigo directo del ascenso al poder de Adolf Hitler y el partido nazi, y los preparativos del régimen nazi para la Segunda Guerra Mundial.

## Biografía
François-Poncet era hijo de un consejero del Tribunal de Apelaciones en París. Estudiante de estudios alemanes en el Instituto de Estudios Políticos de París, su primera área de estudio fue el periodismo. Una de las primeras obras que escribió incluía observaciones hechas durante varios viajes al Imperio alemán en los años anteriores a la Primera Guerra Mundial. Durante la guerra, sirvió como lugarteniente de infantería.
Entre 1917 y 1919, François-Poncet fue asignado a la oficina de prensa de la embajada francesa en Berna (Suiza) y más tarde sirvió con la Misión Económica Internacional en los Estados Unidos y luego entró en la carrera diplomática, sirviendo en otros cargos bajo una serie de gobiernos franceses. Sirvió así como delegado francés en la Sociedad de Naciones, en agosto de 1931 fue nombrado subsecretario de estado, y luego embajador de Francia ante la República de Weimar. 
Desde su puesto en Berlín, François-Poncet presenció los últimos días de la República de Weimar, el ascenso de Hitler al poder, la consolidación de la dictadura nazi, la persecución a opositores y judíos, y más tarde observó con notable atención el rearme alemán y otros signos de los planes nazis para la Segunda Guerra Mundial; en esto François-Poncet aprovechaba sus amplios conocimientos de idioma alemán y de la cultura germana para establecer contactos con políticos, militares, y diplomáticos alemanes, conociendo cada vez más los entresijos del novel Tercer Reich. 
El perspicaz François-Poncet fue descrito por el periodista estadounidense William Shirer en su The Rise and Fall of theThird Reich como «el embajador mejor informado en Berlín», pero ni el Quai d'Orsay ni el gobierno francés dieron mucha atención a las advertencias de François-Poncet sobre las intenciones agresivas de Hitler, como sucedió cuando el embajador advirtió a su gobierno sobre un "golpe de mano alemán" poco antes de la Crisis de Renania en 1936. 
François-Poncet estuvo involucrado inadvertidamente en la purga de la Noche de los Cuchillos Largos cuándo, en la justificación de Hitler por los asesinatos, se refirió a una cena de la que François-Poncet había asistido con Ernst Röhm y el general Kurt von Schleicher como "evidencia" que estos hombres habían conspirado con los franceses para derrocar el gobierno alemán. No obstante, cuando se fabricó esta evidencia, François-Poncet nunca fue mencionado ni acusado de nada al extremo que el gobierno hitleriano ni siquiera pidió a Francia su relevo de la embajada en Berlín. 
Poco después del Acuerdo de Múnich, firmado en 1938, François-Poncet dejó su cargo como embajador francés en Alemania después de una visita de despedida a Hitler en el Kehlsteinhaus el 18 de octubre de 1938. Fue entonces reasignado a Roma como embajador francés ante la Italia Fascista. Sirvió en ese cargo hasta que el 10 de junio de 1940 Italia le declaró la guerra a Francia; en su última entrevista con Galeazzo Ciano, el ministro italiano de Asuntos Exteriores, François-Poncet pronosticó al político italiano "ustedes verán que los alemanes son patrones muy duros".
De vuelta en Francia, François-Poncet se establece en Lyon, ciudad controlada por la Francia de Vichy y es retirado del servicio diplomático en diciembre de 1941. Arrestado por la Gestapo en agosto de 1943 durante la ocupación alemana de Francia, François-Poncet permaneció encarcelado en el Tirol austríaco hasta mayo de 1945, siendo liberado por tropas estadounidenses.
En 1949, y considerando su experiencia en Alemania, François-Poncet fue nombrado alto comisionado francés en el oeste de Alemania bajo ocupación aliada, un puesto que más tarde ascendería a embajador al establecerse la República Federal de Alemania y donde François-Poncet sirvió como embajador de Francia hasta 1955. En 1952 había sido elegido a la Academia Francesa, tomando el asiento anteriormente ocupado por el Mariscal Philippe Petain. Más tarde fue presidente y vicepresidente de la Cruz Roja Francesa, cargo que ejerció hasta 1967.
Contribuyente ocasional al diario francés Le Figaro, François-Poncet escribió numerosos libros, algunos de ellos basados en su experiencia como embajador francés en Berlín durante la década de 1930 y reflejando su interés permanente en Alemania. Al menos uno de sus trabajos, Souvenirs d'une ambassade à Berlín, publicado en Francia en 1946, fue traducido al inglés como The Fateful Years: Memoirs of a French Ambassador in Berlin, 1931-1938 en 1949. Murió en París en 1978, a la edad de 90 años.
André François-Poncet fue el padre de Jean François-Poncet, también un político francés y diplomático. El hijo sirvió como Ministro de Asuntos Exteriores bajo el presidente francés Valéry Giscard d'Estaing.

## Algunas publicaciones
- La France et les Huit Heures, París, 1922 (con Émile Mireaux)

- La Vie et l'Œuvre de Robert Pinot, París, Armand Colin, 1927, 356 p.

- Souvenirs d'une ambassade à Berlin, septembre 1931-octobre 1938, París, Flammarion, 1947.

- De Versailles à Potsdam. La France et le problème allemand contemporain, 1919-1945, París, Flammarion, 1948.

- Carnets d'un captif, Arthème Fayard, París, 1952, 434 p.

- Au palais Farnèse. Souvenir d’une ambassade à Rome 1938-1940, Fayard, París, 1961, 187 p.

- Au fil des jours, propos d'un libéral 1942-1962, Flammarion, 1962, 372 p.

- Au fil des jours, propos d'un libéral 1962-1965, Flammarion, 1966, 345 p.

- Stendhal en Allemagne, Hachette, 1967, 109 p.